# ليام أوفلاهرتي
ليام أوفلاهرتي (بالأيرلندية: Liam Ó Flaithearta؛ 28 أغسطس 1896 - 7 سبتمبر 1984) كان روائيًا أيرلنديًا وكاتب قصة قصيرة، وأحد الكتاب الاشتراكيين الأوائل في الجزء الأول من القرن العشرين، وكان يكتب عن تجارب عامة الناس من وجهة نظرهم.
خدم ليام أوفلاهرتي في الجبهة الغربية كجندي في فوج الحرس الأيرلندي بالجيش البريطاني منذ عام 1916 وأصيب بجروح بالغة في عام 1917. وبعد الحرب أصبح عضوًا مؤسسًا في الحزب الشيوعي الأيرلندي. وكان شقيقه توم مايدك أوفلاهرتي كاتبًا أيضًا ومنخرطًا في السياسة الراديكالية، وكان والدهما مايدك أوفلاهرتي كذلك قبلهما. وبالرغم من أن أوفلاهرتي متحدث أيرلندي أصلي من جايلتاشتاي (الأراضي الناطقة بالأيرلندية)، فقد كتب باللغة الإنجليزية بشكل حصري تقريبًا، باستثناء مسرحية ومجموعة بارزة من القصص القصيرة وكذلك بعض القصائد باللغة الأيرلندية.

## سنواته المبكرة
ولد أوفلاهرتي في غورت نا كابال، إنشمور، وهو ابن مايدك أوفلاهرتي وماغي غانلي. وعمد باسم ويليام، واتخذ اسم «ليام» في عشرينيات القرن العشرين. ولم تكن عائلته ميسورة الحال، وكانوا ينحدرون من عائلة أو فلاثبرتاي من كونيمارا. وكانت اللغة الأيرلندية منتشرة على نطاق واسع في المنطقة، وفي أسرة أوفلاهرتي جرى استخدام اللغتين الإنجليزية والأيرلندية. ولكن وفقًا لأوفلاهرتي لم تكن اللغة الأيرلندية مسموحة في المنزل: «اسمح لي أن أقول إن اللغة الإنجليزية هي اللغة الأولى التي تحدثت بها. لقد منعنا والدي من التحدث باللغة الأيرلندية. وفي سن السابعة تمردت ضد أبي وأجبرت الجميع في المنزل على التحدث بالأيرلندية». 
في المدرسة الابتدائية كان ليام وشقيقه توم تلميذين لديفيد أوكالاهان، وهو مدرس كان له تأثير كبير على الكاتبين المستقبليين. وعلى غير المعتاد في ذلك الوقت علم أوكالاهان تلاميذه باللغة الأيرلندية الأصلية وعلم الأخوين أوفلاهرتي الكتابة بالأيرلندية. كما أنه غرس فيهما شعورًا قويًا بالوطنية الانفصالية، وربما أضاف إلى التطرف الذي أخذاه عن والدهما.
كان أوفلاهرتي عم بريندان هيثير وهو صحفي وكاتب ومعلق في الرابطة الغيلية الرياضية.
في سن الثانية عشرة في عام 1908 انتقل إلى مقاطعة تيبيراري ليرتاد كلية روكويل. وعندما كان في السادسة عشرة من عمره فاز بميدالية ذهبية من منظمة في فيلادلفيا عن مقال كتبه باللغة الأيرلندية. وبعد نزاع مع سلطات الكلية جرى نقل أوفلاهرتي في عام 1913 كطالب عادي إلى كلية بلاكروك في دبلن، حيث حاول تشكيل فرقة من المتطوعين الأيرلنديين. ودرس لمدة فصل دراسي واحد في كلية هولي كروس، كلية كلونليف. والتحق بدراسة الكلاسيكيات والفلسفة في كلية دبلن الجامعية، حيث حاول مرة أخرى تشكيل وحدة المتطوعين.
في عام 1916 انضم إلى الجيش البريطاني كعضو في الحرس الأيرلندي باسم «ويليام غانلي»، مستخدمًا لقب والدته، ثم خدم في الجبهة الغربية. وقد وجد الحياة في الخندق مدمرة وأصيب بجروح بالغة في سبتمبر عام 1917 أثناء معركة لانغمارك بالقرب من يبر في فلاندرز الغربية. وجرى تسريحه في 7 مايو عام 1918. وأثرت صدمة القصف التي تعرض لها بشكل عميق على صحته العقلية في أوقات مختلفة طوال حياته.
عاد من الجبهة بأفكار اشتراكية. وبعد تسريحه بدأ بالسفر، وبحسب روايته الخاصة إن صحت، فقد زار أمريكا الشمالية والجنوبية، وخاصة كوبا، وكذلك أوروبا. وانضم إلى اتحاد العمال الصناعيين في العالم في كندا، وأثناء وجوده في نيويورك انضم إلى الحزب الشيوعي الأمريكي، والذي كان شقيقه توم عضوًا قياديًا فيه. وعاد إلى أيرلندا في أواخر عام 1921.
بعد أن أصبح مهتمًا بالماركسية كطالب مدرسة، تطورت لديه المعتقدات الإلحادية والشيوعية في العشرينيات من عمره وكان عضوًا مؤسسًا لأول حزب شيوعي أيرلندي في عام 1921، جنبًا إلى جنب مع ابن جيمس كونولي رودي كونولي، وكان محررًا لصحيفة وركرز ريببليك الأسبوعية. وفي عام 1922 بعد يومين من إنشاء الدولة الأيرلندية الحرة، استولى أوفلاهرتي بصفته رئيس مجلس العاطلين عن العمل وغيرهم من العمال العاطلين عن العمل في دبلن، على روتوندا كونسرت هول (جرى فصل المبنى لاحقًا عن مستشفى روتوندا وهو الآن مقسم بين سينما إمباسدور ومسرح غيت) في دبلن واحتله لمدة أربعة أيام رافعًا العلم الأحمر احتجاجًا على «لا مبالاة السلطات». وأجبرته قوات الدولة الحرة على الاستسلام. ثم ذهب أوفلاهرتي إلى كورك حيث جرى انتخاب تحالف عمال النقل من شين فين، لكنه عاد إلى دبلن في يونيو للمشاركة في معركة دبلن، على الجانب الجمهوري المناهض للمعاهدة.

## عمله
بعد معركة دبلن غادر أوفلاهرتي أيرلندا في 9 يوليو عام 1922، وانتقل أولًا إلى لندن حيث بدأ الكتابة وهو معدم وعاطل عن العمل. وفي عام 1923 في سن السابعة والعشرين نشر أوفلاهرتي قصته القصيرة الأولى القناص، وروايته الأولى زوجة جيرانك. وكان كارل لار الاشتراكي الألماني أحد مساعديه المقربين في لندن، والذي كان يدير المكتبة التقدمية في شارع ريد ليون، والتي ضمت دائرتها العديد من الكتاب التقدميين، من بينهم دي إتش لورانس وألدوس هكسلي. وكانت هذه الدائرة من الأصدقاء حول لار هي الموطن السياسي لأوفلاهرتي في كثير من النواحي. وكان لار وزوجته إستر هما من دعم أوفلاهرتي ونشرا بعض أعماله لأول مرة، بما في ذلك مسرحية الظلام، وفي عام 1931 كانت المسرحية الوحيدة التي أعيد نشرها علاج من أجل البطالة. كما لاحظ أهميته إدوارد غارنيت، رئيس التحرير في شركة جوناثان كيب للنشر، الذي شجع العديد من الكتاب الأيرلنديين في ذلك الوقت.
بالعودة إلى دبلن في عام 1924 شارك أوفلاهرتي في تأسيس نادي راديكال، الذي كان من بين أعضائه العديد من الفنانين التقدميين، بما في ذلك هاري كيرنوف وصديقه الدائم بادريك أو كونير كاتب اللغة الأيرلندية الرائد، والاشتراكي وزميله في غالواي. وشارك في نشر المجلة الأدبية تومورو (1924). وفي عام 1925 سجل أوفلاهرتي نجاحًا فوريًا مع روايته الأكثر مبيعًا المخبر، التي تتحدث عن متمرد ذي قيم مشوشة في حرب الاستقلال الأيرلندية، وفازت هذه الرواية بجائزة جيمس تايت بلاك التذكارية لعام 1925 للخيال. وفي عام 1925 التقى أيضًا لأول مرة بمارغريت بارينغتون، وهي كاتبة وزوجة مؤرخ كلية ترينيتي إدموند كيرتس، وقد تزوجها لاحقًا. وكان للزوجين طفل واحد هو بيجين الذي ولد عام 1926، وانفصل الزوجان وديًا في عام 1932. ولدى أوفلاهرتي أيضًا ابنة ثانية من زوجته الشيوعية البريطانية نيلي كوهين، وهي جويس راثبون (1929-2010).